# A rémálom (festmény)
A rémálom (The Nightmare) Henry Fuseli svájci festőművész alkotása, mely ma a Detroit Institute of Arts gyűjteményében látható.

## A festmény
Fuseli 1781-ben készült el a festménnyel, melyen egy alvó nőalak látható, akit rémálmának életre kelt szereplői vesznek körül. A nő testén egy lidérc ül, a háttér homályából a függöny mögül pedig egy izzó tekintetű ló leskelődik. Nem könnyű eldönteni, hogy mi az amit látunk: egy alvó nő, akit természetfeletti lények látogatnak meg álma közben, vagy pedig magát a rémálmot, ahogy a cím is sugallja.
Fuseli a festmény hátoldalára egy nőalak befejezetlen portréját festette, akit a művészettörténészek Anna Landoltként azonosítottak. A festőt viszonzatlan szerelem fűzte a hölgyhöz, akivel még 1779-ben Svájcban találkozott. Van, aki szerint Fuseli A rémálommal e beteljesületlen kapcsolat miatti frusztrációját vitte vászonra. 

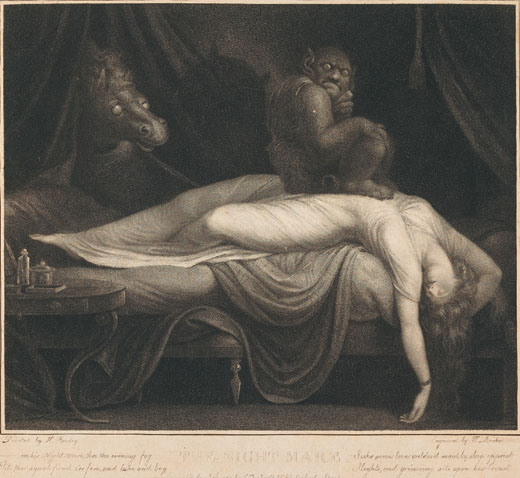
Thomas Burke metszete (1783)

A festményt első alkalommal 1782-ben Londonban a Királyi Művészeti Akadémiában állították ki. Bemutatásával Fuseli művészi hírnevét kockáztatta, hiszen A rémálom jócskán eltért korábbi alkotásaitól. Korábban kiállított festményein Shakespeare és Milton műveiből válogatott grandiózus jeleneteket mutatott be. Új alkotásnak témája és képi világa egyszerre döbbentette meg és nyűgözte le a békés tájképekhez és portrékhoz szokott közönséget. A festmény híre gyorsan elterjed és rekordszámú látogatót vonzott: kiállításának évében több mint 55 ezren voltak kíváncsiak Fuseli allegorikus alkotására. Fuseli később 20 guineaért adta el a festményt, melyről 1783-ban Thomas Burke készített metszetet. Burke művét John Raphael Smith vásárolta meg.
A rémálom sikerén felbuzdulva Fuseli a festmény több változatát is elkészítette. Ezek közül az egyik legismertebb, a frankfurti Goethe Múzeumban található alkotás: az 1790 táján készült változaton a nőalak az ellenkező irányban fekszik. A másik két Rémálom-variációnál Fuseli egy erotikus szobrot festett az ágy melletti asztalra.

## Hatása

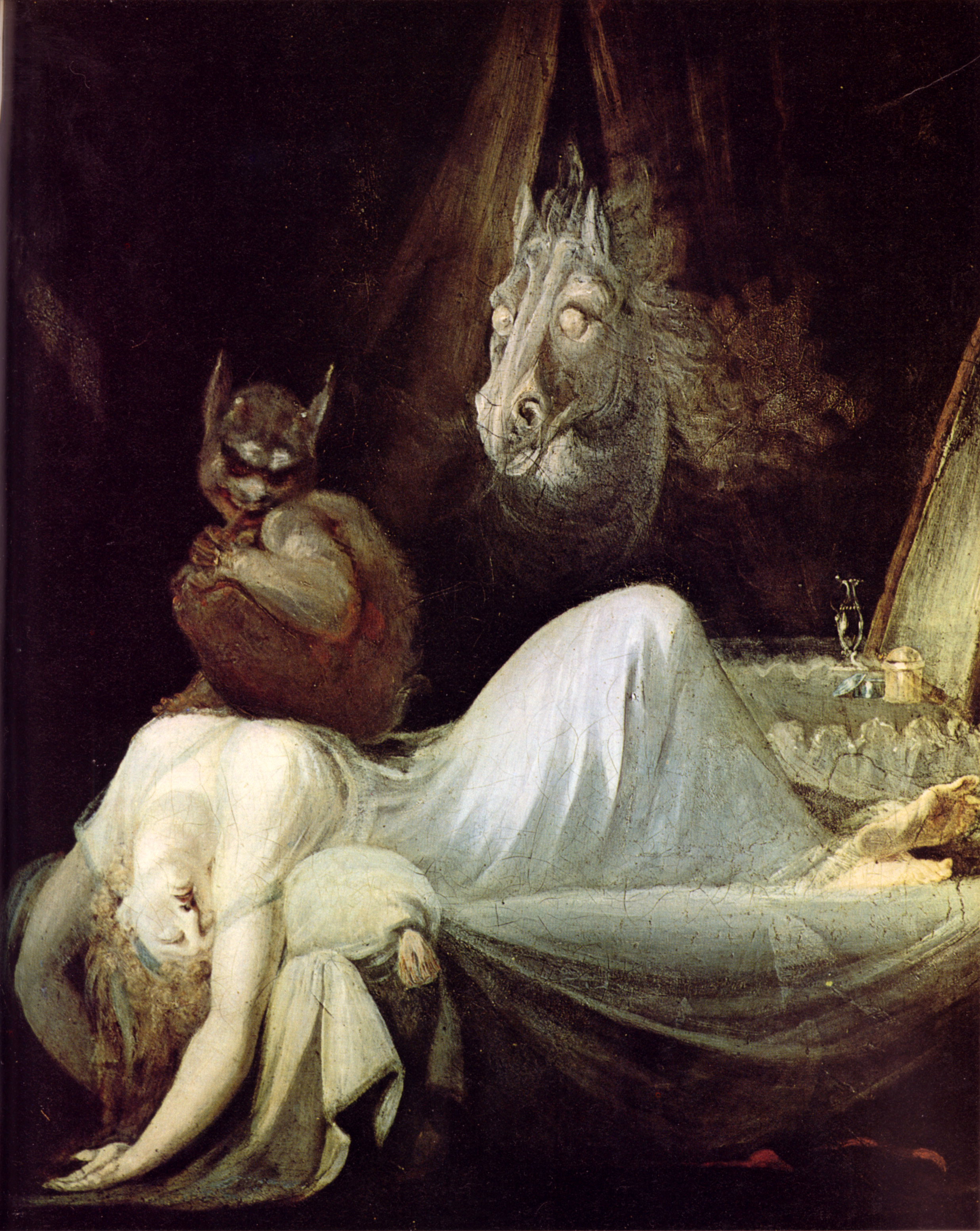
Henry Fuseli: A rémálom (1790-91 körül)

A festmény karikatúrák és paródiák kedvelt témája volt. A legismertebbeket George Cruikshank és Thomas Rowlandson készítette. A démon alakját a politikai karikatúrákon többek között Bonaparte Napoleon francia császár, XIII. Lajos francia király, Charles James Fox brit politikus, William Pitt brit miniszterelnök, vagy éppen Lord Nelson admirális személyesítette meg. Mary Shelley Frankenstein, avagy a modern Prométheusz (1818) című híres regényében Victor Frankenstein feleségének halála visszaidézi a festményt: „Ott hevert élettelenül, keresztben az ágyon, feje lelógott, sápadt és eltorzult arcvonásait félig eltakarta a haja. Akárhova nézek, ma is őt látom - vértelen karját, elernyedt testét, amint a gyilkos a nászágyára odadobta”. Edgar Allan Poe Az Usher-ház vége  (1839) című írásában az Usher-házban található festményt A rémálomhoz hasonlítja. Friedrich Wilhelm Murnau Nosferatu (1922), James Whales Frankenstein (1931), míg Ken Russell Gótika, avagy a szellem éjszakája (1986) című filmjének egyik jelenetében keltette életre Fuseli művét. 
A festmény nem csak a művészeket inspirálta, hanem a tudomány világára is hatást gyakorolt. A művészeti irányzat Sigmund Freudra és elméletére is hatással lehetett, a Rémálom reprodukciójával díszítette dolgozószobája falát. Carl Gustave Jung Az ember és szimbólumai (1964) című művében Fuseli több festményét, köztük A rémálmot is szerepeltette.
A Tate Britain 2006-ban rendezett Gothic Nightmares: Fuseli, Blake and the Romantic Imagination című kiállításán Fuseli és kortársai művein keresztül mutatta be az 1770-es 1780-as évek új művészeti irányzatát a Gótikus Horrort. A tárlat központi alkotása Fuseli festménye volt. A festmény reprodukciója szerepet kapott a BBC A hajsza (2014) című sorozatában.